# Imjärvi
Imjärvi är en sjö i Finland. Den ligger i kommunen Heinola i landskapet Päijänne-Tavastland, i den södra delen av landet, 140 km nordost om huvudstaden Helsingfors. Imjärvi ligger 83,8 meter över havet. I omgivningarna runt Imjärvi växer i huvudsak blandskog. Den är 18,06 meter djup. Arean är 5,91 kvadratkilometer och strandlinjen är 51,3 kilometer lång. Sjön  ingår i Kymmene älvs huvudavrinningsområde. 
I övrigt finns följande i Imjärvi:
- Jänissaari (en ö)
- Vuohisaari (en ö)
- Halkosaari (en ö)
- Mustasaari